# Lithospermum mediale
Lithospermum mediale är en strävbladig växtart som beskrevs av Ivan Murray Johnston. Lithospermum mediale ingår i släktet stenfrön, och familjen strävbladiga växter. Inga underarter finns listade i Catalogue of Life.